# Elisabeth Creighton
Elisabeth Creighton (21 dicembre 2005) è una sciatrice alpina canadese.

## Biografia
Specialista della prove tecniche attiva dal novembre del 2021, la Creighton ha esordito in Nor-Am Cup il 18 novembre 2021 a Copper Mountain in slalom gigante, senza completare la gara; non ha debuttato in Coppa del Mondo e non ha preso parte a rassegne olimpiche o iridate.

## Palmarès

### Nor-Am Cup
- Miglior piazzamento in classifica generale: 64ª nel 2025

### Campionati canadesi
- 1 medaglia:
  - 1 oro (slalom speciale nel 2024)